# Proussy
Proussy (Ausspracheⓘ) ist eine Ortschaft und eine ehemalige französische Gemeinde mit 362 Einwohnern (Stand: 1. Januar 2022) im Département Calvados in der Region Normandie. Sie gehörte zum Arrondissement Vire.
Mit Wirkung vom 1. Januar 2016 wurden die bisherigen Gemeinden Condé-sur-Noireau, La Chapelle-Engerbold, Lénault, Proussy, Saint-Germain-du-Crioult und Saint-Pierre-la-Vieille zu einer Commune nouvelle mit dem Namen Condé-en-Normandie zusammengeschlossen und haben in der neuen Gemeinde den Status einer Commune déléguée. Der Verwaltungssitz befindet sich im Ort Condé-sur-Noireau.

## Geografie
Proussy liegt rund 16 Kilometer nördlich der Stadt Flers. Das östlich gelegene Falaise ist etwa 25 Kilometer, das westsüdwestlich gelegene Vire-Normandie etwa 26 Kilometer entfernt.

## Bevölkerungsentwicklung
| Jahr                              | 1793  | 1836 | 1876 | 1926 | 1946 | 1968 | 1990 | 2013 |
| Einwohner                         | 1.013 | 866  | 570  | 370  | 343  | 384  | 343  | 399  |
| Quellen: Cassini, EHESS und INSEE |       |      |      |      |      |      |      |      |

## Sehenswürdigkeiten
- Kirche Notre-Dame aus dem 16. Jahrhundert

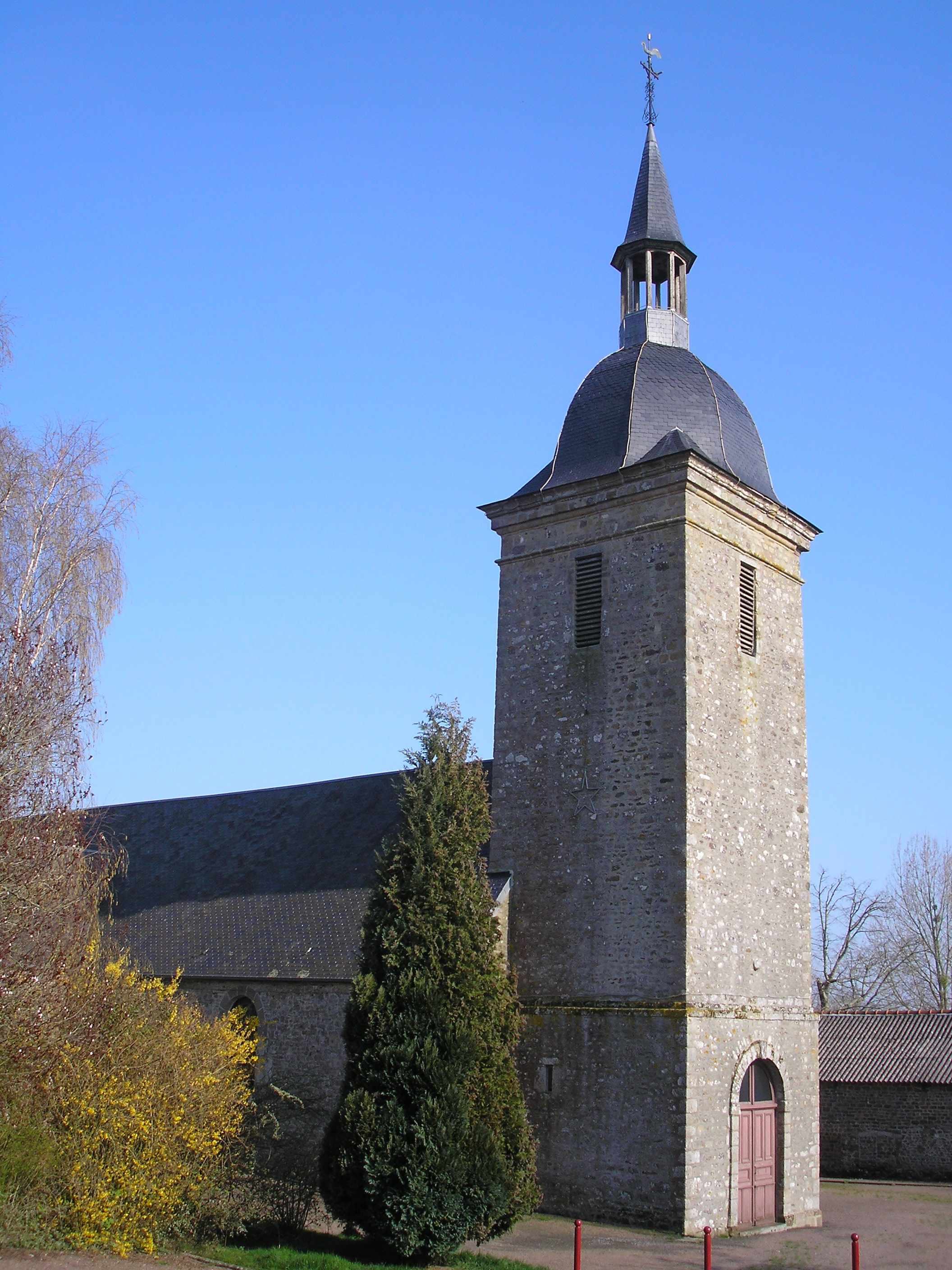
Kirche Notre-Dame